# اندیس کائولن بیدستر
کائولن بیدستر یک اندیس غیرفلزی است که در حوالی شهر نوک آباد استان سیستان و بلوچستان قرار دارد و مادهٔ معدنی موجود در آن، کائولینیت است.سنگ میزبان این اندیس سنگهای ولکانیک آلتره شده است و دیرینگی آن به دوران ائو سن می‌رسد. 